# Wafa Sultan
Pour les articles homonymes, voir Sultan (homonymie).
Wafa Sultan (arabe : وفاء سلطان), née le 14 juin 1958 à Banias en Syrie, est une psychiatre américaine d’origine syrienne. Wafa Sultan est surtout connue par son intervention dirigée contre l'Islam sur la chaîne qatarienne Al Jazeera, intervention qui fut relayée par la suite par les nombreuses organisations liées à l’American Freedom Alliance, dont le mouvement « Counterjihad Alliance » auquel se rattachent nombre de figures du mouvement néoconservateur et anti-islam américain.

## Biographie
Wafa Sultan est née en 1958 dans une famille alaouite de Syrie à Baniyas, petite ville sur la Méditerranée à deux heures de Beyrouth. Son père, musulman, était un négociant en céréales.
Selon sa propre version des faits, sa vie aurait basculé en 1979. Elle est alors étudiante en médecine à l'université d'Alep. L’époque oppose les Frères musulmans et le gouvernement du président Hafez el-Assad. C’est dans ce contexte qu’elle affirme avoir assisté à l’assassinat de son professeur, Youssef el Youssef, par des membres des Frères musulmans[réf. non conforme]. Cet événement l’aurait marquée à tout jamais : « à ce moment précis, j’ai perdu confiance en notre Dieu, et j’ai commencé à remettre en question ses enseignements. Cet événement a été le tournant de ma vie ».
En 1989, elle s’expatrie aux États-Unis et s’installe en Californie. Elle y repasse ses qualifications de médecin psychiatre dans le système médical américain.

## Activités éditoriales
Elle commence à écrire et s’occupe d’un site réformateur de l’islam « An-naqed » (la Critique) créé par un Syrien expatrié à Phoenix. Un de ses essais sur les Frères musulmans attire l’attention d’Al Jazeera qui l’invite alors à discuter avec un universitaire algérien en juillet 2005. Au cours de l’échange, elle remet en cause les enseignements religieux qui poussent des jeunes à se suicider au nom de Dieu. Ses remarques suscitent des débats dans divers média critiques de l'Islam et son nom commence à apparaître dans la presse et les sites Internet arabes. Les débats se poursuivent lorsqu’elle réapparaît sur Al Jazeera le 21 février 2006,.
Wafa Sultan se définit comme athée. Dans une conférence avec l'écrivain et militant conservateur David Horowitz, elle indique
« J'ai décidé de combattre l'islam […] l'islam en lui-même […] L'islam n'a jamais été incompris, l'islam est le problème ». Selon elle, « (les musulmans) doivent comprendre qu'ils n'ont que deux choix : changer ou être écrasés ».

## Publications
- Wafa Sultan (trad. de l'anglais), L'Islam en question, Le Triadou, H&O, coll. « Autre chose à penser », 2011, 240 p. (ISBN 978-2-84547-236-5).
- (en) Wafa Sultan, A God Who Hates (en) : The Courageous Woman Who Inflamed the Muslim World Speaks Out Against the Evils of Islam, St. Martin's Press, 2009 (ISBN 978-0-312-53836-1).